# Here for a Good Time
Albums de George Strait
Twang
(2009)
Singles
- 2 - "Love's Gonna Make It Alright"
sorti le 7 novembre 2011
- 3 - "Drinkin' Man"
sorti le 30 avril 2012modifier

Here For A Good Time est le 39e album du chanteur country George Strait. Il est sorti le 6 septembre 2011.

## Pistes
| 1.    | Love's Gonna Make It Alright       | Al Anderson, Chris Stapleton             | 3:50 |
| 2.    | Drinkin' Man                       | Dean Dillon, Bubba Strait, George Strait | 4:27 |
| 3.    | Shame On Me                        | B. Strait, G. Strait                     | 2:39 |
| 4.    | Poison                             | Chuck Cannon, Allen Shamblin             | 3:39 |
| 5.    | Here for a Good Time               | Dillon, B. Strait, G. Strait             | 3:01 |
| 6.    | House Across the Bay               | Dillon, B. Strait, G. Strait             | 3:36 |
| 7.    | Lone Star Blues                    | Gary Nicholson, Delbert McClinton        | 4:18 |
| 8.    | A Showman’s Life (feat Faith Hill) | Jesse Winchester                         | 4:43 |
| 9.    | Three Nails and a Cross            | Bobby Boyd, Dillon, B. Strait, G. Strait | 3:43 |
| 10.   | Blue Marlin Blues                  | Dillon, B. Strait, G. Strait             | 3:24 |
| 11.   | I’ll Always Remember You           | Dillon, B. Strait, G. Strait             | 3:54 |
| 41:13 |                                    |                                          |      |